# A Fall from Grace
A Fall from Grace ist ein US-amerikanischer Thriller von Tyler Perry aus dem Jahr 2019. Perry hat als Rory Garraux außerdem eine Nebenrolle. Es handelt sich um eine Produktion der Streaming-Plattform Netflix, die am 17. Januar 2020 veröffentlicht wurde.

## Handlung
Der Film beginnt mit einer Szene, in der zwei Polizisten den Suizid einer älteren verzweifelten Dame nicht verhindern können, jedoch stellen sich erst später die Zusammenhänge heraus. Grace Waters bleibt gelassen, als ihr Ex-Mann seine Affäre heiratet und ihr Sohn wegzieht. Stattdessen lernt sie den deutlich jüngeren, gutaussehenden und gut gebauten Shannon, einen Künstler, während einer Vernissage kennen. Sie haben zunächst eine wundervolle Zeit, sodass sich Grace in ihrem neuen Lebensabschnitt wundervoll fühlt und sich Hals über Kopf verliebt. Shannon zerstört jedoch im Handumdrehen ihr Leben, ihre Karriere und ihre seelische Gesundheit, indem er ihr Geld nimmt, in der Firma, bei der sie angestellt ist, Geld abzweigt, Grace mit anderen Frauen betrügt und sich auch sonst vollkommen gerissen und ungehobelt aufführt. Schließlich findet sie sich im Gefängnis wieder, wo sie auf ihr Verfahren für Shannons Ermordung wartet. Ihre einzige Hoffnung ist die Pflichtverteidigerin Jasmine Bryant, die noch nie zuvor einen Mordfall verteidigte.
Mit der Zeit kommt ans Licht, dass Graces Freundin Sarah Miller alias Betty Mills in die Machenschaften ihres Sohnes Maurice Mills alias Shannon eingeweiht ist und mindestens ein Dutzend ältere Frauen in ihrem Keller ausgehungert festhält, um deren Renten regelmäßig einzustreichen. Es gelingt Jasmine und ihrem Mann, die beiden zur Strecke zu bringen. Da Shannon lebt, kommt ebenso zutage, dass es den Mord nie gegeben hat und auch, dass es ein fingiertes Spiel von Mutter und Sohn gewesen ist. Jasmine gewinnt den Fall vor Gericht und Grace ist frei. Den zu Beginn des Films gezeigten Suizid beging eine der im Haus von Sarah festgehaltenen Frauen. Zum Ende des Films folgt eine Szene, in der Sarah eine Arbeitsstelle in einem Altenheim antritt, was vermuten lässt, dass sie dort weiterhin ältere Damen ausbeuten wird.

## Synchronisation
Die deutsche Synchronisation entstand nach einem Dialogbuch von Lydia Hibbeln und unter der Regie von Ulrike Heiland im Auftrag der Berliner SDI Media Germany GmbH.
| Darsteller            | Sprecher           | Rolle                          |
| --------------------- | ------------------ | ------------------------------ |
| Crystal R. Fox        | Martina Treger     | Grace Waters                   |
| Cicely Tyson          | Almut Eggert       | Alice                          |
| Nancy De Mayo         | Dorette Hugo       | Arbeitgeberin                  |
| Frances Mitchell      | Silvia Mißbach     | Bankangestellte                |
| Nathan Anderson       | Peter Flechtner    | Bezirksstaatsanwalt            |
| James Healy Jr.       | Frank Ciazynski    | Detective Marshall Thomas      |
| Donovan Christie Jr.  | Bastian Sierich    | Donnie                         |
| Amy Gordon            | Nina Herting       | Galeristin                     |
| Sheri Mann Stewart    | Ulrike Heiland     | Geschworene                    |
| Bresha Webb           | Maria Hönig        | Jasmine Bryant                 |
| Matthew Law           | Florian Hoffmann   | Jordan Bryant                  |
| Chuanica Pickard      | Daniela Molina     | junge Frau                     |
| Walter Fauntleroy     | Bernd Egger        | Malcolm                        |
| Michael Rose          | Peter Reinhardt    | Mr. Clyde                      |
| Sandra Ellis Lafferty | Joseline Gassen    | Mrs. Fieldman                  |
| Kelley Lockman        | Valentin Stilu     | Polizist                       |
| Michael Ray Davis     | Roland Hemmo       | Richter                        |
| Tyler Perry           | Stefan Bräuler     | Rory                           |
| Phylicia Rashad       | Marianne Groß      | Sarah Miller                   |
| Mehcad Brooks         | Jan-David Rönfeldt | Shannon DeLong                 |
| Adrian Pasdar         | Wolfgang Wagner    | Staatsanwalt Bradley Tankerton |
| Angela Marie Rigsby   | Franziska Endres   | Tilsa                          |

## Rezeption
Der Film traf auf eher negative Kritik. So schrieb Candice Frederick in The New York Times: „Ultimately, nothing is much of a surprise in a story that fails to untether itself from Perry’s longest lasting trope: the sad black woman.“  (Letztendlich gibt es keine großen Überraschungen in einer Geschichte, die es nicht schafft, sich von Perrys langlebigstem Thema zu lösen: der traurigen schwarzen Frau.).
Auch das Urteil von Sebastian Schmitt auf quotenmeter.de fällt negativ aus, denn „Die Geschichte wirkt an vielen Stellen unausgegoren und konstruiert. Besonders die Handlungswendungen sind oft vorhersehbar und schlecht aufgebaut.“ Weiter steht in seiner Kritik: „Die Kameraarbeit ist uninspiriert, die Beleuchtung oft zu dunkel oder unpassend. Es gibt zahlreiche Kontinuitätsfehler, die darauf hindeuten, dass der Film hastig zusammengeschnitten wurde.“ Als Grund für die geringe Qualität des Films wird die Eile, mit der er produziert wurde, angegeben.
Oliver Armknecht urteilt auf film-rezensionen.de, der Film sei ohne Konzept. Allerdings sei die Darstellungskunst von Phylicia Rashad ein Lichtblick, denn sie war in der Lage, „jede Menge aus ihren Szenen herauszuholen“.